# Українські монастирі (книга)
Українські монастирі — книжка про українські монастирі.

## Анотація
| Книжка присвячена українським монастирям як прадавнім центрам духовності, культури, освіти нашого народу, а також як видатним архітектурним ансамблях, з якими пов'язана історія України та окремих її регіонів. Розповідається про основні правила заснування, будівництва та устрою християнських монастирів, про їх благодійницьку та культурну працю, про руйнування монастирських ансамблів за часів тоталітарного режиму у XX ст., про їх сьогоднішнє відродження. Більша частина обсягу книжки присвячена розповіді про основні, найвідоміші й найстародавніші монастирі всіх регіонів України і всіх конфесій — Києво-Печерську, Почаївську та Святогірську лаври, вірменський монастир Сурб-хач у Криму, католицький Домініканський монастир у Львові інші монастирі Львова, Києва, Луцька, Чернігова, Лубен, Переяслава, Путивля, Полтави, Новгорода — Сіверського. У цих розповідях особливий акцент робиться на тих історичних діячах та історичних подіях, які пов'язані з тими чи іншими монастирями. |

## Зміст
- Розділ 1. Від Антонія Єгипетського до Антонія Печерського: походження чернецтва і монастирів
  - Африка — батьківщина чернецтва
  - Святий Климент — Папа Римський і найстародавніші монастирі Криму
  - Святі Антоній і Феодосій та заснування чернецтва на Русі
  - Принципи створення і розвитку монастирів
- Розділ 2. XX століття: руїна й відродження
- Розділ 3. «Київ — наше небо»
  - Києво-Печерська лавра
  - Софійський монастир
  - Михайлівський Золотоверхий монастир
  - Видубицький монастир
  - Фролівський монастир
  - Китаївська пустинь
- Розділ 4. Монастирі Наддніпрянщини
  -  Переяславські монастирі
  -  Де святили ножі гайдамаки
- Розділ 5. «Наша українська Равенна»
  -  Борисоглібський кафедральний монастир у Чернігові
  -  Єлецький Успенський монастир у Чернігові
  -  Троїцько-Іллінський монастир у Чернігові
- Розділ 6. Монастирі Чернігово-Сіверщини
  -  Новгород-Сіверський Спасо-Преображенський монастир
  -  Гамаліївський Харлампіїв монастир
  - Мовчанський монастир у Путивлі
  -  Святодухівський монастир у Путивлі
  - Софроніївський монастир
- Розділ 7. Лівобережжя
  - Полтавщина
  -  Святогір'я
- Розділ 8. Почаївська лавра й монастирі Волині
  - Почаївська Свято-Успенська лавра
  - Зимненський Святогірський Свято-Успенський монастир
  -  Троїцький монастир у Межирічі
- Розділ 9. Монастирі Львова й Галичини
  -  Онуфріївський,  бернардинський та  домініканський монастирі у Львові
  - Крехівський монастир
  - Унівський Успенський монастир
  - Підгорецький монастир
  - Скит Манявський
- Розділ 10. Монастирі Поділля
  - Скельні монастирі
  - Кам'янець-Подільський — східний форпост католицизму
  - Летичів
  -  Босі кармеліти в Бердичеві
- Епілог
- Рекомендована література
- Словник термінів
- Радимо відвідати